# Hjorden återvänder
Hjorden återvänder är en oljemålning av den flamländske renässanskonstnären Pieter Bruegel den äldre. Den är signerad BRVEGE[L], daterad 1565 och utställd på Kunsthistorisches Museum i Wien. 
Hjordens återvänder tillhör en serie om sex målningar (varav en är förkommen) som skildrar olika tider på året. De benämns ibland månadsbilder men skildrar alltså en tvåmånadersperiod. De beställdes av Nicolaes Jonghelinck(en), en köpman i Antwerpen, för sitt hus på landet. År 1594 gav Antwerpens stad målningen som gåva till den habsburgske prinsen Ernst av Österrike i samband med att han utnämndes till guvernör i Spanska Nederländerna. Han förvärvade ett flertal tavlor och är anledningen till att Kunsthistorisches Museum idag äger världens största samling av Bruegels verk, sammanlagt 14 stycken.
Denna bild representerar oktober–november som skildrar hur en boskapshjord återvänder till byn efter att ha varit ute på sommarbete. Det bergiga landskapet är troligen ett fantasilandskap; åtminstone har det inget gemensamt med konstnärens platta hemtrakter i Flandern. Under Bruegels resa till Italien 1551–1553 färdades han via Schweiz, vars berg kan ha influerat honom.

## Bilder

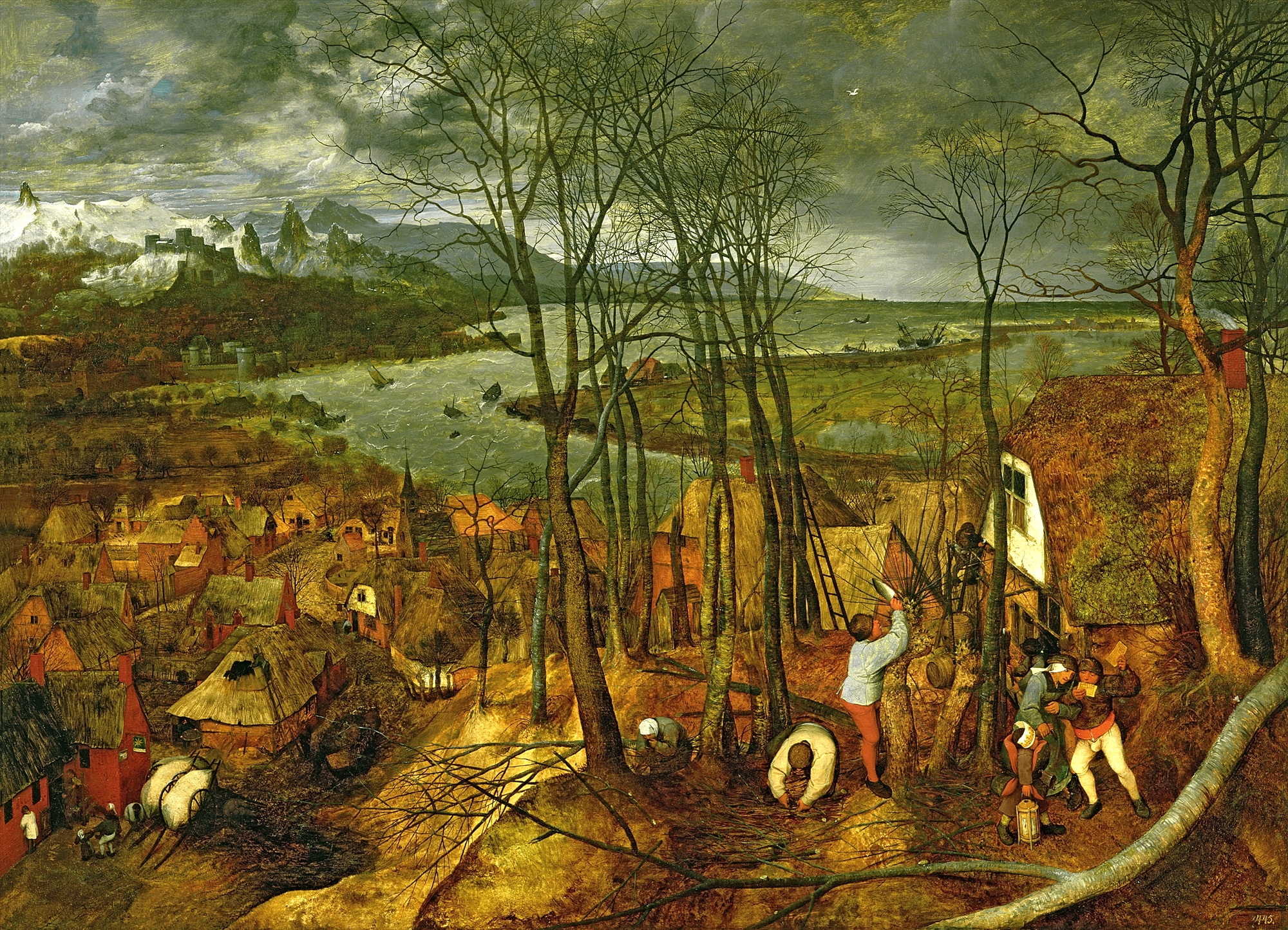
Den dystra dagen (februari–mars), Kunsthistorisches Museum.
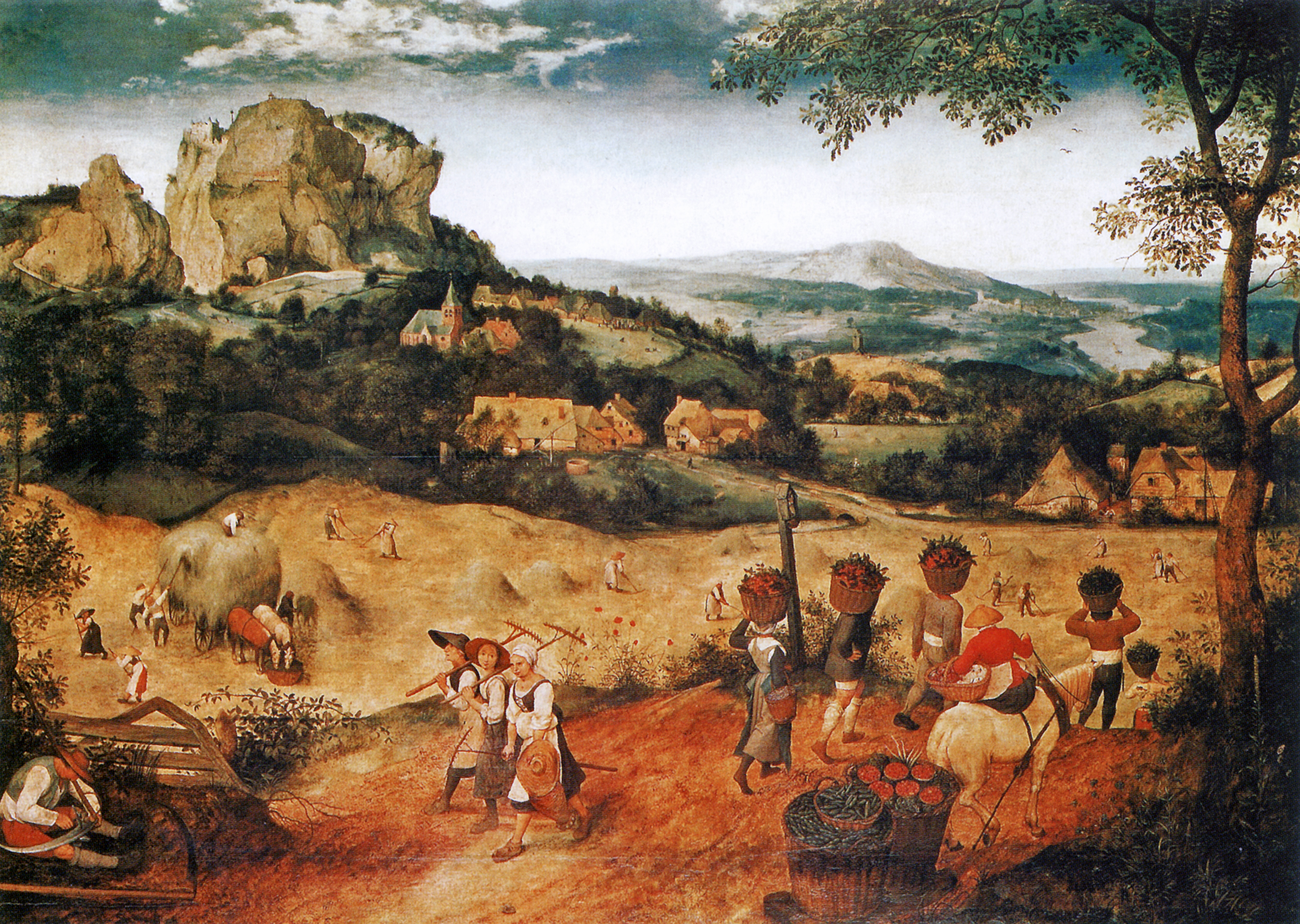
Höbärgningen (juni–juli), Lobkowiczpalatset i Pragborgen.
Skördemän (augusti–september), Metropolitan Museum of Art.
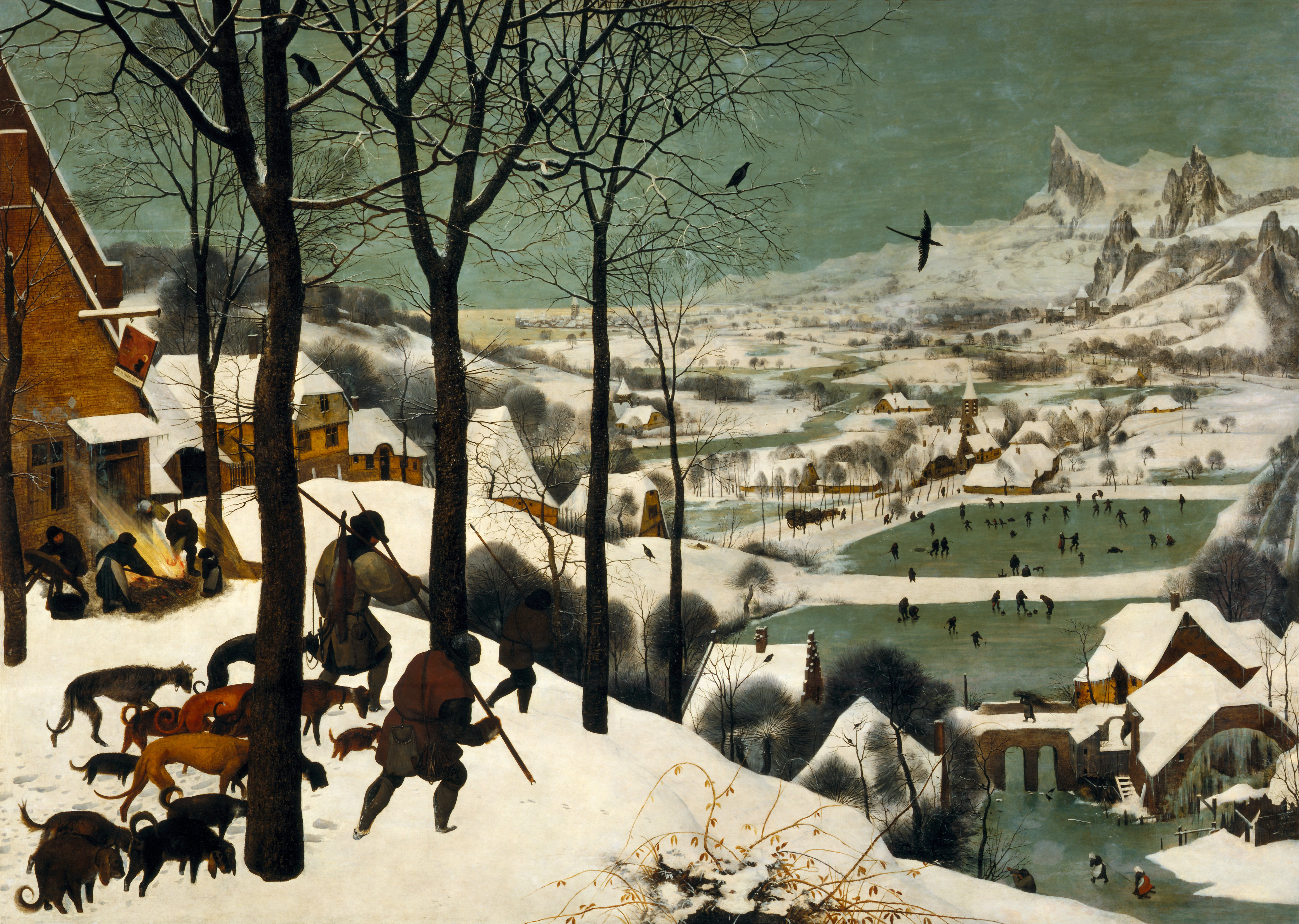
Jägarna i snön (december–januari ), Kunsthistorisches Museum.